# Gare de Rauma
La gare de Rauma (en finnois : Rauman rautatieasema) est une gare ferroviaire de la ligne Rauma-Kokemäki. Elle est située sur la Karjalankatu à Rauma en Finlande.
L'ancienne gare ouverte au service des voyageurs est fermée en 1988. La gare actuelle dispose d'un bâtiment à environ deux cents mètres de l'ancien, qui sert uniquement à gérer le service des marchandises.

## Situation ferroviaire
La gare de marchandises de Rauma (sigle Rma) est située sur la ligne Rauma-Kokemäki.

## Histoire

### Ancienne gare voyageurs
Sur Karjalankatu, à environ 200 mètres de la gare de marchandises, se trouve l'ancienne gare ferroviaire de Rauma, dont le trafic voyageurs a été interrompu en 1988. Son bâtiment principal est toujours présent.

Ancienne gare voyageurs
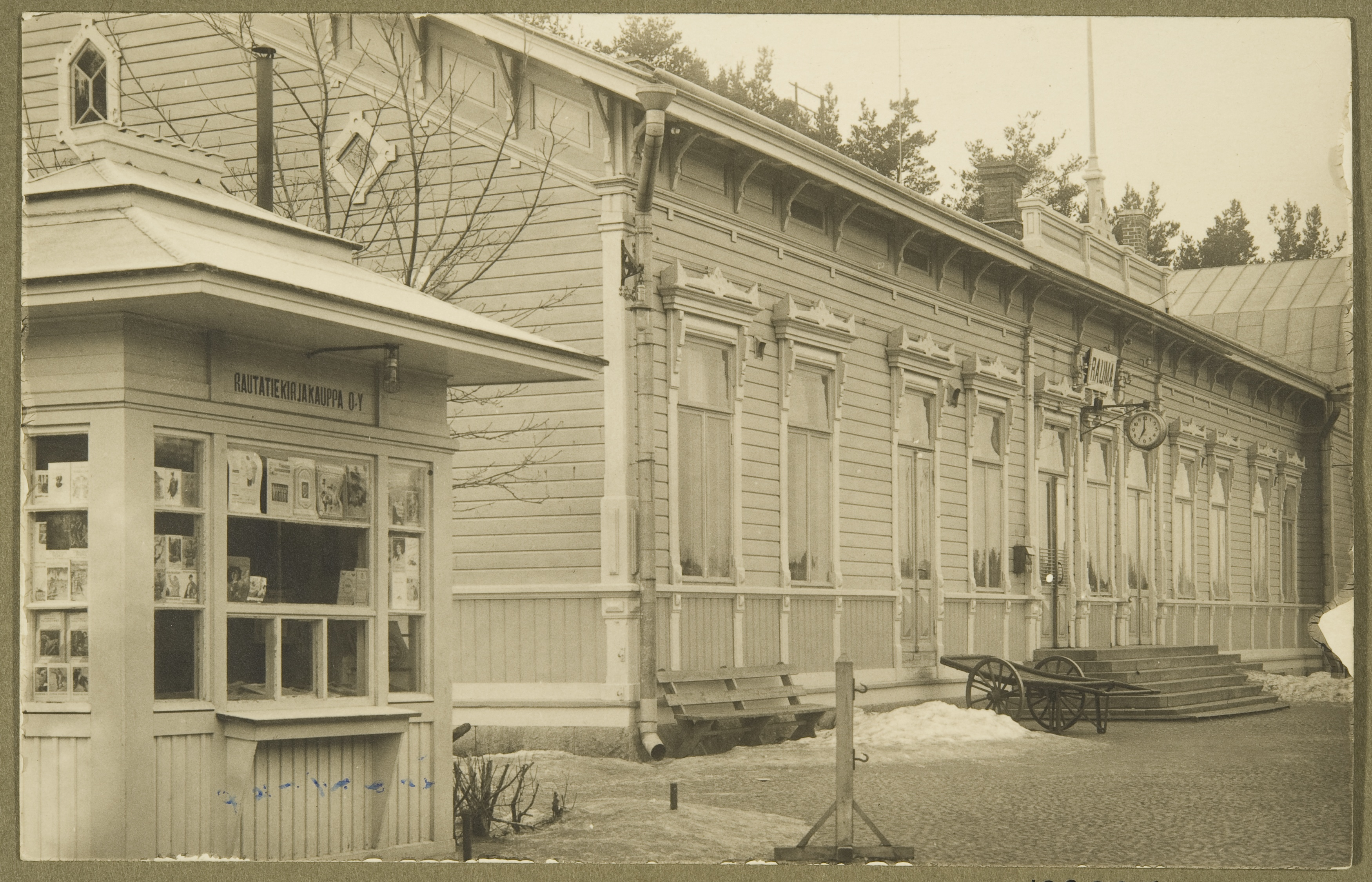
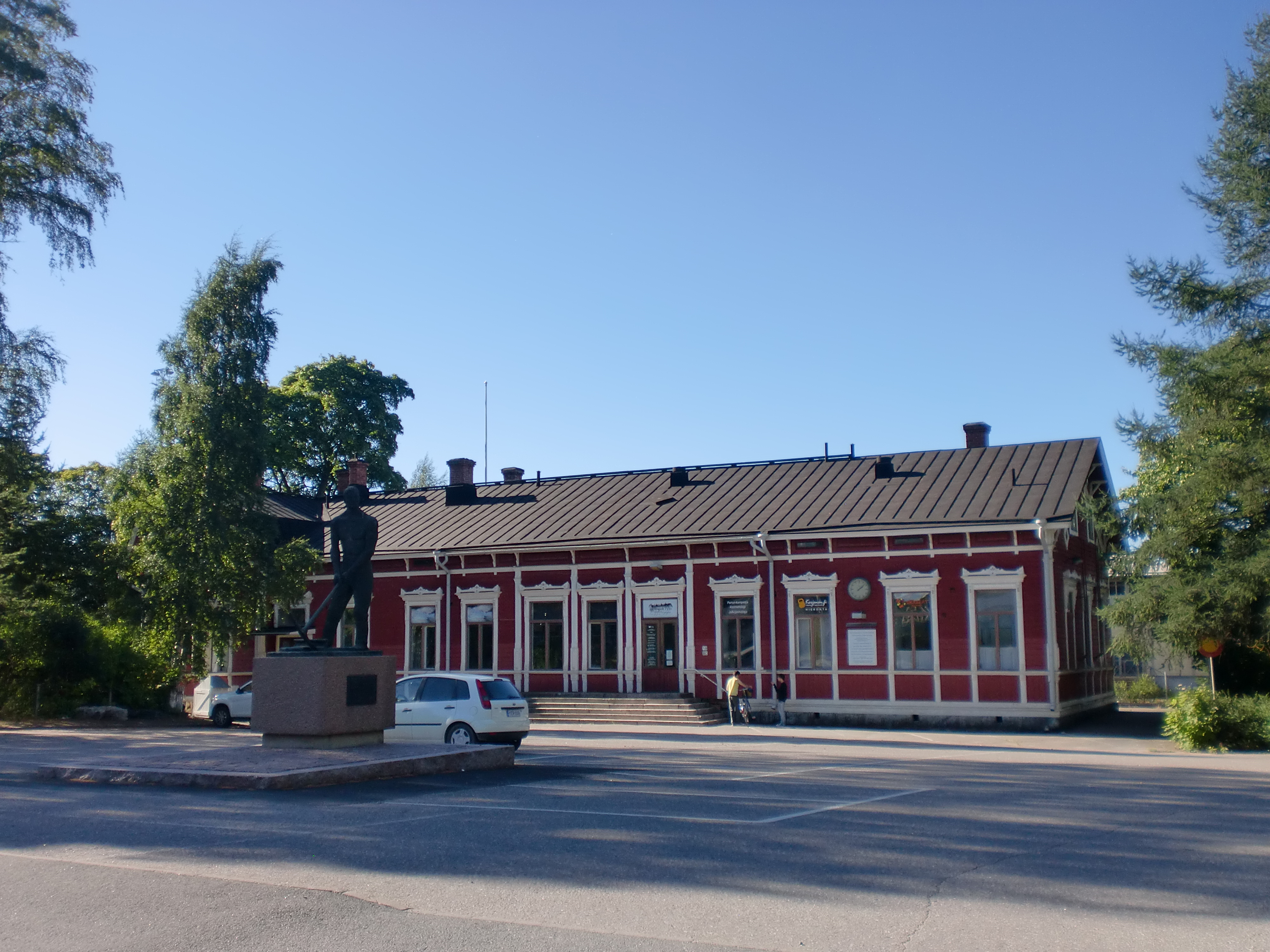

### Gare marchandises
Située près du centre de Rauma, le long de la rue Karjalankatu, c'est la gare de marchandises à partir de laquelle VR Transpoint gère le transport de marchandises du port de Rauma. Elle dispose d'un bâtiment de  VR-Yhtymä Oy depuis 1995.

## Gare marchandises
Son bâtiment abrite les locaux de VR Transpoint qui gère le transport de marchandises du port de Rauma.